# Калиновка (Желєзногорський район)
Калиновка (рос. Калиновка) — присілок в Желєзногорському районі Курської області Російської Федерації.
Населення становить 7 осіб. Входить до складу муніципального утворення Нижньождановська сільрада.

## Історія
Населений пункт розташований на території українського етнічного та культурного краю Східна Слобожанщина.
Від 2004 року входить до складу муніципального утворення Нижньождановська сільрада.

## Населення
| 1979 | 2002 | 2010 |
| ---- | ---- | ---- |
| 55   | ↘16  | ↘7   |